# هاروکی شیموکاوا
هاروکی شیموکاوا (ژاپنی: 下川 陽輝؛ زادهٔ ۲۰ اوت ۲۰۰۳) یک بازیکن فوتبال اهل ژاپن است.
از باشگاه‌هایی که در آن بازی کرده‌است می‌توان به باشگاه فوتبال سرزو اوساکا اشاره کرد.